# 猿之助十八番
猿之助十八番（えんのすけ じゅうはちばん）は、三代目市川猿之助が昭和63年（1988年）に撰した澤瀉屋・市川猿之助家のお家芸。
1. 『金門五山桐』（きんもん ごさんの きり）
2. 『義経千本櫻・忠信編』（よしつね せんぼん ざくら・ただのぶ へん）
3. 『金幣猿島郡』（きんのざい さるしま だいり）
4. 『加賀見山再岩藤』（かがみやま ごにちの いわふじ）
5. 『南総里見八犬伝』（なんそう さとみ はっけんでん）
6. 『小笠原諸礼忠孝』（おがさわら しょれいの おくのて）
7. 『雙生隅田川』（ふたご すみだがわ）
8. 『君臣船浪宇和島』（きみはふね なみの うわじま）
9. 『慙紅葉汗顔見勢』（はじもみじ あせの かおみせ）
10. 『二十四時忠臣]』（じゅうにとき ちゅうしんぐら）
11. 『出世太閤記』（しゅっせ たいこうき）
12. 『獨道五十三驛』（ひとりたび ごじゅうさんつぎ）
13. 『天竺徳兵衛新噺』（てんじくとくべい いまよう ばなし）
14. 『當世流小栗判官』（とうりゅう おぐり はんがん）
15. 『御贔屓繋馬』（ごひいき つなぎうま）
16. 『菊宴月白浪』（きくのえん つきの しらなみ）
17. 『ヤマトタケル』
18. 『重重人重小町櫻』（じゅうにひとえ こまち ざくら）

猿之助十八番は、そのほとんどが「通し狂言の復活」となっているのが特色である。このうち、通しではない『義経千本櫻・忠信編』と新作の『ヤマトタケル』が色合いを異にしているが、猿之助は平成12年 (2000) にこの二作を
1. 『太平記忠臣講釈』（たいへいき ちゅうしん こうしゃく）
2. 『四天王楓江戸粧』（してんのう もみじの えどぐま）

の二作と差し替えると発表。さらに平成22年 (2010) にはこれらを改めて自身による新演出を施した演目や新作・スーパー歌舞伎、舞踊の演目を網羅した「猿之助四十八撰」に改めている。